# Angorakaninchen

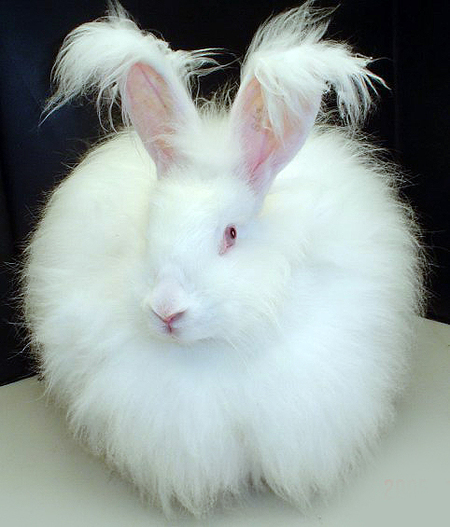
Weißes Angorakaninchen

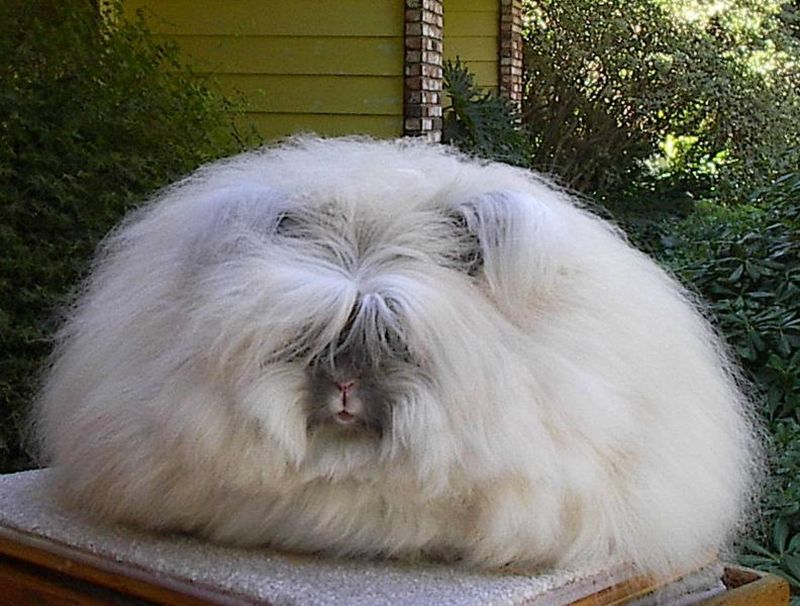
Angorakaninchen, englische Zuchtrichtung

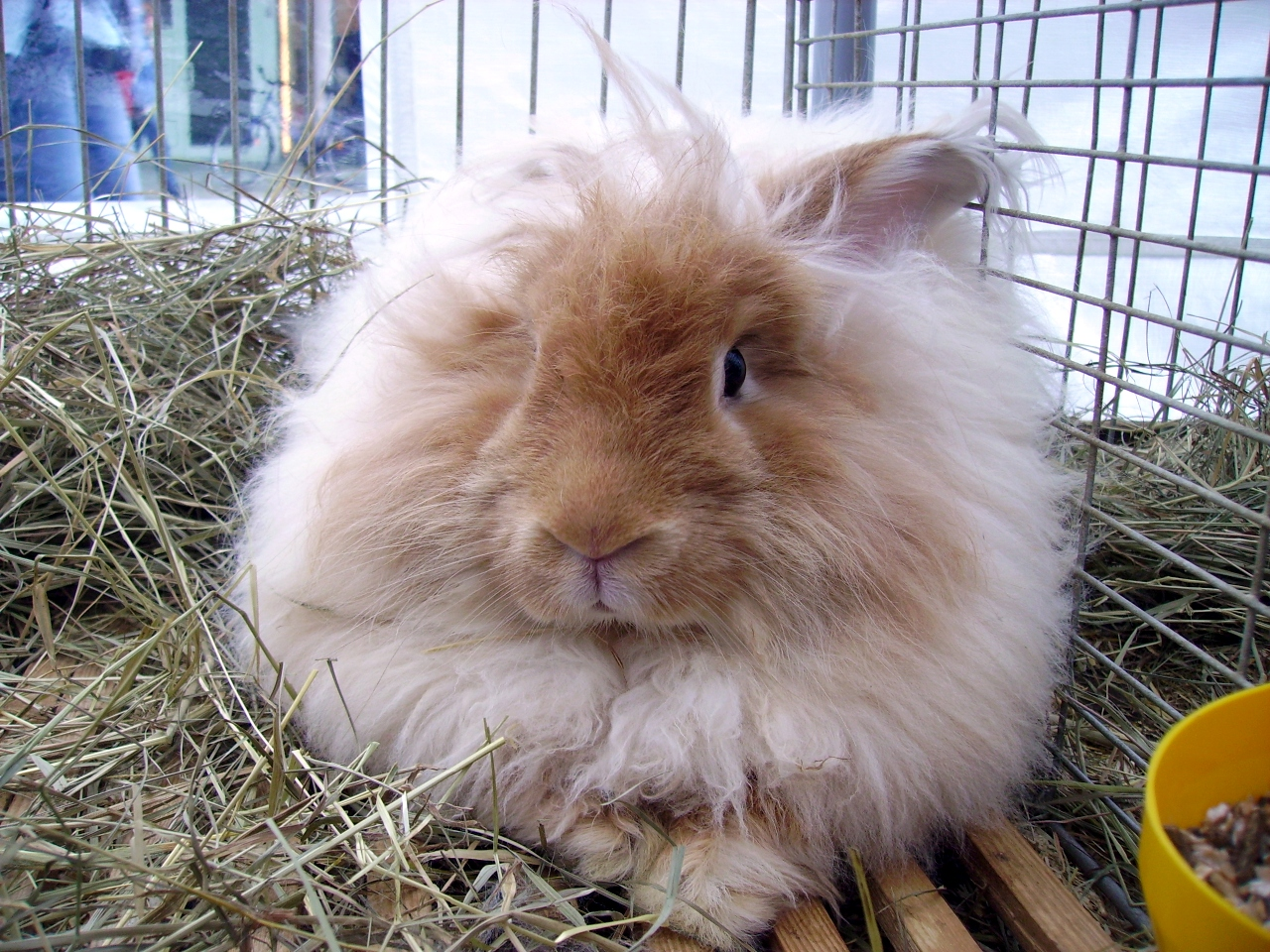
Angorakaninchen

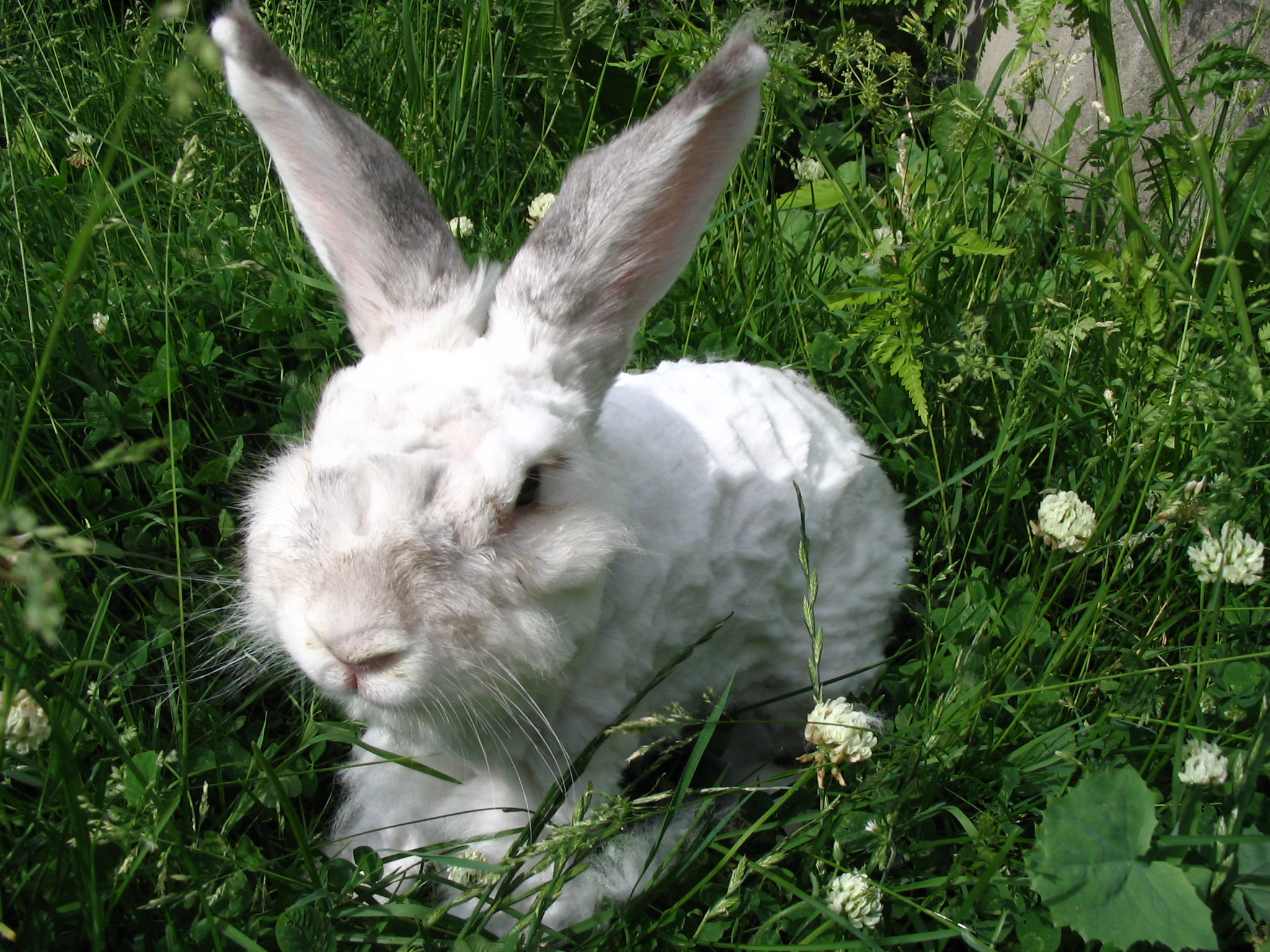
Geschorenes Angorakaninchen

Das Angorakaninchen ist eine mittelgroße, langhaarige Kaninchenrasse von etwa 3,5–5 kg Gewicht, aus deren Wolle die Faser Angora hergestellt wird.

## Merkmale
Das Fell des Angorakaninchens ist umgebildet zu einer ständig nachwachsenden Wolle, die regelmäßig (in Deutschland viermal jährlich) geschoren wird und industriell verarbeitet werden kann. Charakteristisch für die Rasse sind große Haarbüschel an den Ohren. Angorakaninchen existieren in verschiedenen Farbenschlägen, der am meisten verbreitete ist der albinotische, weiße Farbenschlag.
Zusammen mit den Fuchskaninchen, dem Zwergfuchskaninchen und dem Jamora bildet das Angorakaninchen in der Einteilung des Zentralverbandes Deutscher Rassekaninchenzüchter die Abteilung der Langhaarrassen.
Seinen Namen hat das Angorakaninchen von der türkischen Provinz Angora (Ankara). Auch wenn in der Literatur die Herkunft des Angorakaninchens aus Kleinasien nicht ausgeschlossen wird, so scheint es doch wahrscheinlicher, dass der Name von der langhaarigen Angoraziege abgeleitet ist. Frühere Bezeichnungen der Rasse in Deutschland waren unter anderem Seidenhase, Kaschmir-Kaninchen oder Rupfhase.
Die Langhaarigkeit des Angorakaninchens beruht auf einer Mutation; der Langhaarfaktor ist dabei nach der deutschen Symbolik v (normalhaarig V), nach der internationalen (englischen) Symbolik l (normalhaarig L). Die Langhaarigkeit wird rezessiv gegenüber Normalhaar vererbt; siehe Hauptartikel: Genetik des Hauskaninchens.

## Geschichte
Angorakaninchen sind seit etwa 300 Jahren aus England bekannt. Sandford zitiert eine Quelle von 1707, in der Angorakaninchen als „White shock Turky Rabbit“ erwähnt werden. Die in der Literatur manchmal vertretene Meinung, dass 1723 englische Seeleute diese Kaninchen vom Schwarzen Meer mitgebracht und im Hafen von Bordeaux zum Verkauf angeboten hätte, sind zu bezweifeln.
Die erste Einfuhr nach Deutschland (Franken) erfolgte 1777 durch von Meyersbach. Die von ihm eingeführten Angoras sollen Albinos gewesen sein. Von Franken aus verbreiteten sie sich, besonders gefördert durch den Pfarrer F. Ch. S. Mayers aus Oberneit, in weitere Gegenden Deutschlands und in die Niederlande. Zu dieser Zeit wurde die Angorazucht durch staatliche Stellen vor allem in Preußen und Thüringen gefördert, zum Beispiel wurde unter Mitwirkung von Goethe in Buttstädt eine Manufaktur zur Verarbeitung der Angorawolle eingerichtet.
Die Anstrengungen scheinen nicht von dauerhaftem Erfolg gewesen zu sein, Dorn zitiert z. B. die 2. Auflage von Brehms Tierleben von 1877, dass die Versuche, das Angorakaninchens in Deutschland heimisch zu machen, fehlgeschlagen seien; dies wird auch wiederholt in der dritten, „gänzlich neubearbeiteten Auflage“ von 1890. Es muss allerdings eine Fehleinschätzung gewesen sein, weil es zur ersten Kaninchenschau 1885 in Chemnitz zu den gezeigten Rassen zählte und auch in den von Julius Lohr verfassten ersten Bewertungsbestimmungen enthalten ist.
In den darauf folgenden Jahren wurde bei der Zucht der Angorakaninchen insbesondere auf die Haarlänge großer Wert gelegt. Bis zu 25 cm wurden im Standard verlangt, Tiere mit 40 cm Haarlänge und mehr gezeigt. Die Qualität und industrielle Verwertung der Wolle standen zu dieser Zeit nicht im Vordergrund. Dies änderte sich mit Beginn des Ersten Weltkriegs, als die Erzeugung von Angorawolle stark gefördert wurde. Nach dem Krieg erlitt die Rasse einen Niedergang, da die Wolle nicht mehr gefragt war. Um diesen Zusammenbruch aufzuhalten, warb der Reichsbund Deutscher Kaninchenzüchter für die Errichtung einer Industrie auf Basis der Angorawolle. Die Züchter selbst gründeten die „Angora-Wollverwertungs eGmbH“ in Leipzig. Im Zweiten Weltkrieg wurde die Angorazucht erneut gefördert und, nach Angaben von Dorn, wurden staatliche und private Angorafarmen eingerichtet. Seinen Angaben zufolge hielten 1941 allein die deutschen Heeresstellen 25.000 Angorakaninchen.
Auch nach dem Zweiten Weltkrieg kam es zu einem Niedergang der Rasse, der jedoch kurze Zeit später durch die Einrichtung des Angoraherdbuches 1948 und die Einführung der Stationsprüfung für Angorakaninchen in Kiel-Steenbek (Prof. Martin Tegtmeyer) und Halle endete. Diese Bemühungen zur Leistungssteigerung der Angorakaninchen führte dazu, dass sich der durchschnittliche Wollertrag der geprüften Tiere von 330 g/Jahr für Rammler bzw. 422 g/Jahr für Häsinnen im Jahr 1935 auf 1243 g/Jahr (Rammler) bzw. 1430 g/Jahr (Häsinnen) im Jahr 1993 steigerte. Deutsche Angorakaninchen zählen damit weltweit zu den leistungsfähigsten Tieren dieser Rasse.
Die wirtschaftliche Bedeutung der Angorawolle war in der DDR noch von großer Bedeutung, allerdings kam es durch die Entwicklung besserer Kunstfasern zu einem starken Preisverfall der Angorawolle, so dass die Zucht der Angorakaninchen heute in Deutschland reine Liebhaberei ist.
Von der Gesellschaft zur Erhaltung alter und gefährdeter Haustierrassen wurde das Angorakaninchen 2002 auf die Rote Liste der bedrohten Haustierrassen gesetzt.
Beginnend in den 1980er Jahren wurde, auch aufbauend auf deutsches Zuchtmaterial, eine intensive Angorakaninchenzucht aufgebaut. 1989 erzeugte China 9.000 von weltweit 10.000 t Angorawolle. In Deutschland fällt nur noch der Wollertrag der Zuchttiere an; das Aufkommen wird auf unter 5 t/Jahr geschätzt.

## Ähnliche Rassen

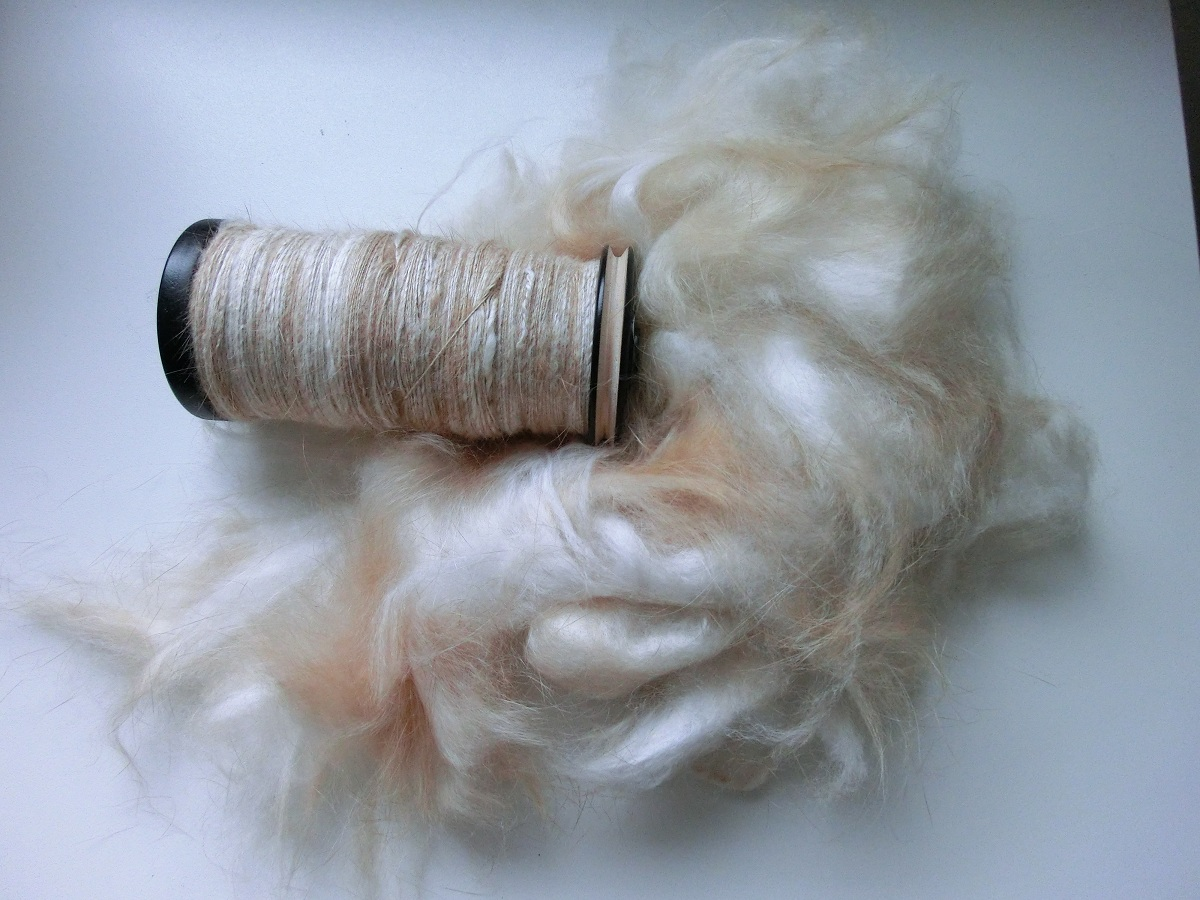
Haare und Garn vom Satinangorakaninchen

Weitere Langhaarrassen sind das Fuchskaninchen, das Zwergfuchskaninchen, das Jamora und das Satinangorakaninchen. Bei den erstgenannten Rassen unterliegt das Haar im Gegensatz zum Angora dem jahreszeitlichen Haarwechsel. Das Satinangorakaninchen hat auch einen regelmäßigen Haarwechsel, der aber nicht jahreszeitengebunden ist. Der Wechsel findet bis zu viermal im Jahr statt. Allerdings braucht das Satinangorakaninchen menschliche Unterstützung beim Haarwechsel, sonst verfilzt es. Zur Herauszüchtung des Fuchskaninchens wurde das Angorakaninchen eingesetzt, es war wahrscheinlich auch an der Entstehung des Weißen Neuseeländers beteiligt.
In anderen Länder werden teilweise Typen des Angorakaninchens gezüchtet, die weniger auf Wirtschaftlichkeit und Wollertrag selektiert sind als das deutsche Angorakaninchen.

## Gesundheitsgefahren

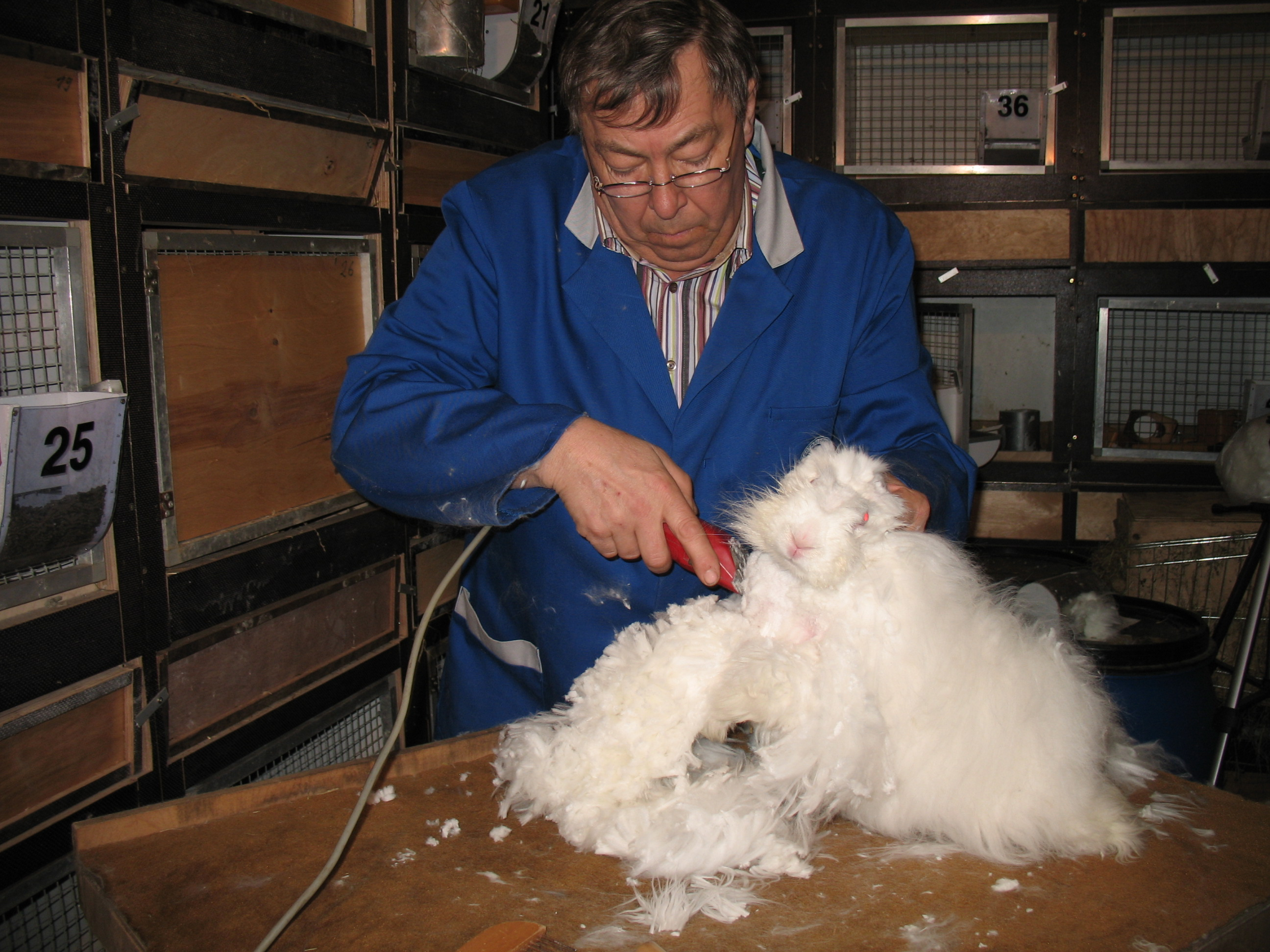
Fachgerechtes Scheren eines Angorakaninchens

Angorakaninchen sind aufgrund ihres unnatürlich langen, dichten Fells anfällig für diverse Erkrankungen und bedürfen viel Aufmerksamkeit und Pflege seitens ihrer Besitzer. Wird das Fell nicht regelmäßig gekämmt, verfilzt es schon nach kurzer Zeit und kann nur noch mit der Schermaschine entfernt werden. Da es beständig nachwächst, ist eine regelmäßige Schur jedoch sowieso erforderlich. Durch die regelmäßige Pflege sind Angorakaninchen sehr zutraulich und lassen sich meist problemlos scheren. Sie gehören zu den ruhigen und gemütlichen Rassen.
Angorakaninchen selbst sind nicht in der Lage, ihr Fell ausreichend zu pflegen, wie es für Kaninchen eigentlich üblich ist. Da sie beim Putzen viel davon schlucken und es nicht, wie z. B. Langhaarkatzen, wieder erbrechen können, sind sie anfällig für durch Haarballen verursachte Verdauungsstörungen, wie Verstopfungen und Darmverschlüsse. Regelmäßiges Frischfutter wie Wiesenschnitt, Knabberäste und saubere Rüstabfälle beugen Haarballen vor. Beim Auftreten immer kleinerer Köttel verfüttert man Zaunwinde (Calystegia sepium). Ungepflegtes, verfilztes Fell führt häufig zu Ekzemen und Parasitenbefall, im Gesicht zu Bindehautentzündungen und teils auch einer Einschränkung des Blickfelds. Hier muss züchterisch ein freies Gesichtsfeld mit Normalhaar um die Augen herum angestrebt werden. Im Genitalbereich können Verschmutzungen gerade in den warmen Sommermonaten einen Fliegenmadenbefall herbeiführen, was bei Kaninchen oftmals tödlich endet.
Trotz ihres langen Fells sind Angorakaninchen nur bedingt für die Überwinterung im Freien geeignet. Während sogenannte Normalhaarrassen neben ihrer dichten Unterwolle noch eine wasserundurchlässige Deckhaarschicht besitzen und dadurch weitgehend wetter- und kälteunempfindlich sind, fehlt Angorakaninchen dieses schützende Deckhaar. Ihr Fell kann sich daher bei Kontakt mit Wasser beinahe schwammartig vollsaugen. Bei kalter Witterung kann dies zu Unterkühlungen führen, bei Frost sogar zu Eisklumpen im Fell. Für eine Überwinterung im Freien sollten Angorakaninchen daher vor Niederschlag und Nässe jeglicher Art geschützt werden.
Da Angorakaninchen ohne menschliche Pflege nicht längerfristig überleben können und das Fell sie in ihrem arttypischen Verhalten beeinträchtigt, können sie nach Ansicht von Tierschutzorganisationen gemäß dem deutschen Tierschutzgesetz §11b als Qualzuchten angesehen werden.

## Gefährdung
Im Jahr 2020 gab es noch um 110 Zuchten des Angorakaninchens mit 232 weiblichen und 108 männlichen Tieren. Die Gesellschaft zur Erhaltung alter und gefährdeter Haustierrassen (GEH) führt das Angorakaninchen in der Roten Liste (Stand 2022) in der Kategorie III „gefährdet“. Die GEH hat einen Rassebetreuer berufen. Die GEH hat diese Rasse zusammen mit den beiden Kaninchenrassen Marderkaninchen und Luxkaninchen für 2024 zur Gefährdeten Nutztierrasse des Jahres 2024 erklärt.

## Belege
1. ↑  Kaninchenhilfe Deutschland e.V: Außenhaltung – Kaninchenhilfe Deutschland e. V. am Ende des Artikels „Außenhaltung“. Abgerufen am 12. Dezember 2023.
2. ↑  PETA Deutschland e. V.: Diese 12. Abgerufen am 19. September 2020.
3. ↑  Qualzucht: Wenn Leid angezüchtet ist – Welttierschutzgesellschaft e. V. In: WTG | Welttierschutzgesellschaft. 14. Mai 2019, abgerufen am 19. September 2020 (deutsch).
4. ↑  Angorawolle. Abgerufen am 19. September 2020.
5. ↑  Ermittlung des ZDRK, Abruf am 18. Februar 2025
6. ↑  Rote Liste auf der GEH-Webseite, Abruf am 30. August 2023
7. ↑  Liste der Rassebetreuer für Kaninchenrassen auf der Website der GEH, Abruf am 30. August 2023
8. ↑  Arche Nova. Fachzeitschrift der Vereine und Verbände zur Erhaltung gefährdeter Nutztierrassen. Heft Juni/2023, S. 7